# ناکفای اریتره
ناکفای اریتره (به انگلیسی: Eritrean nakfa) با کد ایزوی ERN، یکای پول رایج در کشور اریتره است. مسئولیت کنترل این یکای پول بر عهدهٔ بانک اریتره قرار دارد.

## تاریخچه
در تاریخ ۱۵ نوامبر ۱۹۹۷ بانک اریتره یکای پول ملی اریتره را معرفی کرد تا آن را جایگزین بیر اتیوپی کند. به سبب آغاز جنگ استقلال اریتره از اتیوپی در شهر ناکفا این یکای پول ناکفا نام گرفت. 

## سکه‌ها
| بها     | طرح               | طرح                   |
| بها     | رو                | پشت                   |
| ------- | ----------------- | --------------------- |
| ۱ سنت   | آهوی پیشانی‌سرخ    | پرچم، شعار ملی، تاریخ |
| ۵ سنت   | پلنگ              | پرچم، شعار ملی، تاریخ |
| ۱۰ سنت  | شترمرغ آفریقایی   | پرچم، شعار ملی، تاریخ |
| ۲۵ سنت  | گورخر گروی        | پرچم، شعار ملی، تاریخ |
| ۵۰ سنت  | کودوی بزرگ        | پرچم، شعار ملی، تاریخ |
| ۱۰۰ سنت | فیل بیشه آفریقایی | پرچم، شعار ملی، تاریخ |

## اسکناس‌ها

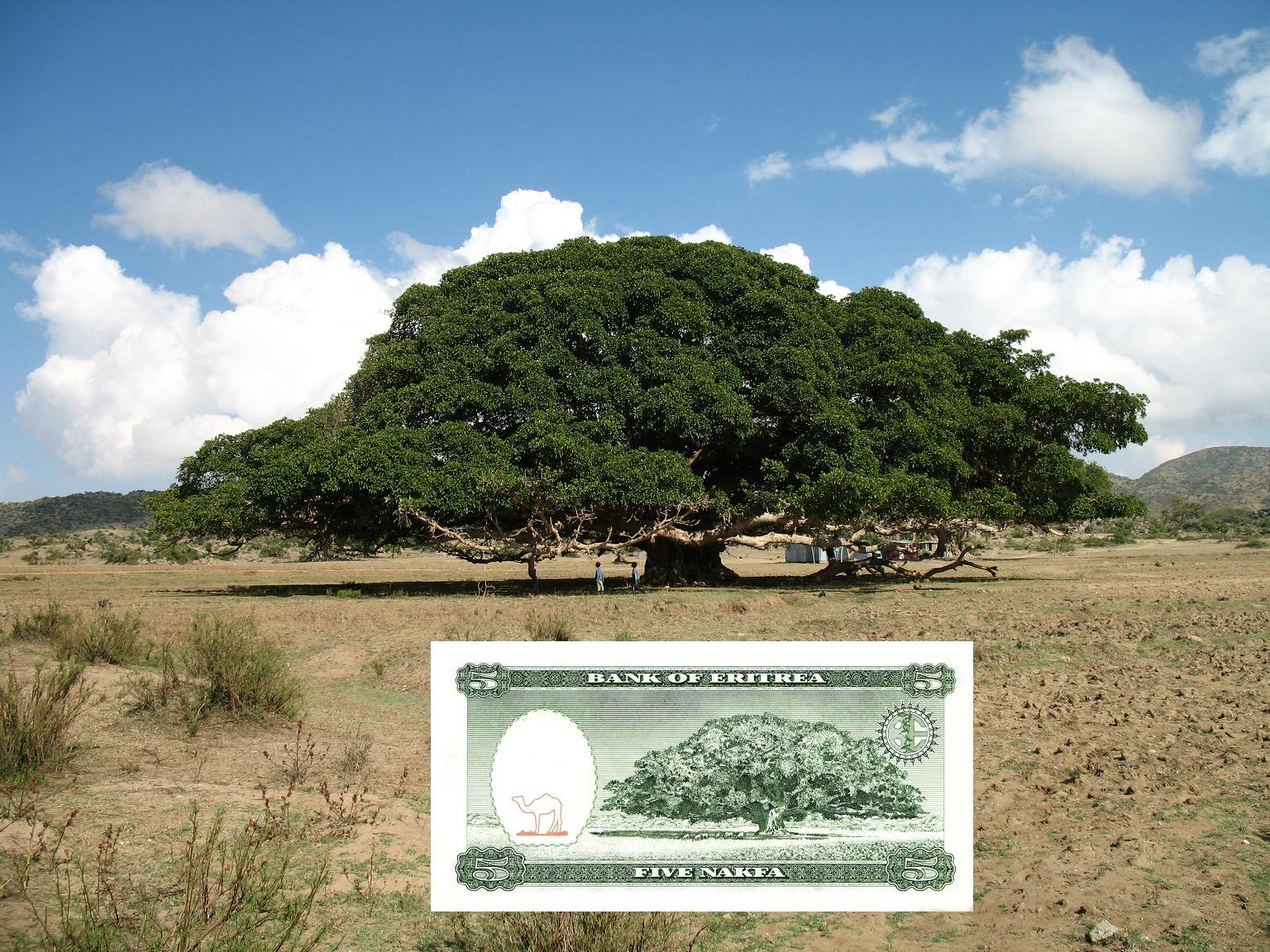
درخت انجیر سیکامور بر پشت اسکناس ۵ ناکفایی نقش بسته است.

اسکناس‌های ناکفا توسط شرکتی آلمانی چاپ می‌شوند.
| نگاره               | بها       | ابعاد       | رنگ                 | طرح           | طرح                                                                               | تاریخ انتشار        | تاریخ نخستین انتشار | ته‌نقش |
| نگاره               | بها       | ابعاد       | رنگ                 | رو            | پشت                                                                               | تاریخ انتشار        | تاریخ نخستین انتشار | ته‌نقش |
| ------------------- | --------- | ----------- | ------------------- | ------------- | --------------------------------------------------------------------------------- | ------------------- | ------------------- | ----- |
| 1 nakfa · 1 nakfa   | ۱ ناکفا   | ۱۴۰ x ۷۰ mm | قهوه‌ای تیره و سیاه  | سه کودک، پرچم | گروهی دانش‌آموز                                                                    | ۱۹۹۷ ۲۰۱۵           | ۲۴ مه ۱۹۹۷          | شتر   |
| 5 nakfa · 5 nakfa   | ۵ ناکفا   | ۱۴۰ x ۷۰ mm | قهوه‌ای تیره و سیاه  | سه کودک، پرچم | درخت انجیر سیکامور                                                                | ۱۹۹۷ ۲۰۱۵           | ۲۴ مه ۱۹۹۷          | شتر   |
| 10 nakfa · 10 nakfa | ۱۰ ناکفا  | ۱۴۰ x ۷۰ mm | قهوه‌ای تیره و سیاه  | سه کودک، پرچم | راه‌آهن                                                                            | ۱۹۹۷ ۲۰۱۲ ۲۰۱۵      | ۲۴ مه ۱۹۹۷          | شتر   |
| 20 nakfa            | ۲۰ ناکفا  | ۱۴۰ x ۷۰ mm | قهوه‌ای تیره و سیاه  | سه کودک، پرچم | سه نمای کشاورزی: کشاورزی با شتر شخم می‌زند، زنی برداشت می‌کند، زنی سوار تراکتور است | ۱۹۹۷ ۲۰۱۲ ۲۰۱۵      | ۲۴ مه ۱۹۹۷          | شتر   |
| 50 nakfa            | ۵۰ ناکفا  | ۱۴۳ x ۷۱ mm | قهوه‌ای مایل به قرمز | سه کودک، پرچم | کشتی‌های باری در بندر مصوع                                                         | ۱۹۹۷ ۲۰۰۴ ۲۰۰۷ ۲۰۱۵ | ۲۴ مه ۱۹۹۷          | شتر   |
| 100 nakfa           | ۱۰۰ ناکفا | ۱۴۷ x ۷۲ mm | آبی و سیاه          | سه کودک، پرچم | کشاورزان با ورزا شخم می‌زنند                                                       | ۱۹۹۷ ۲۰۰۴ ۲۰۱۱      | ۲۴ مه ۱۹۹۷          | شتر   |